# 拉尔纳 (阿尔代什省)
拉尔纳（法語：Larnas）是法国阿尔代什省的一个市镇，属于普里瓦区（Privas）布尔圣昂代奥县（Bourg-Saint-Andéol）。该市镇2009年时的人口为238人。

## 人口
拉尔纳人口变化图示
| 数据来源：INSEE |